# Ciné-club de Pontevedra
Le ciné-club de Pontevedra est une association pour la diffusion de la culture cinématographique, qui organise la projection et le commentaire de certains films dans la ville de Pontevedra, en Espagne.

## Localisation
Le ciné-club Pontevedra a son siège au Centro Sur à Pontevedra, 40 rue Luis Braille.

## Histoire
Le Ciné-club Pontevedra est le plus ancien des ciné-clubs galiciens. Il a été fondé le 13 juin 1954 pour répondre à l'intérêt croissant des citoyens de la ville pour le cinéma. Quatre films ont été projetés grâce à un prêt de l'ambassade de France : Farrebique ou Les quatre saisons (Georges Rouquier, 1946), Van Gogh (Alain Resnais, 1948), Versailles et ses fantômes (Jean Béranger), 1949) et Balzac (Jean Vidal, 1951). Son siège social a été établi dans les bureaux de l'office provincial du tourisme de Pontevedra.
Dans les années 1960, le ciné-club a organisé des conférences sur le nouveau cinéma espagnol, auxquelles a participé Carlos Saura. Le ciné-club comptait 500 membres.
En 1987, il a parrainé la création de la confédération des ciné-clubs en Espagne lors d'un congrès qui s'est déroulé au Théâtre Principal de Pontevedra.
En 2004, le ciné-club a reçu le prix spécial "José Sellier" de l'Académie galicienne de l'audiovisuel,. En 2015, il a reçu le prix Cidade de Pontevedra 2014.
De nos jours, le ciné-club Pontevedra développe son programme régulier au Théâtre Principal de Pontevedra. Parfois, il réalise également des projections à la Maison des Cloches, au Liceo Mutante et à la Bibliothèque Publique de Pontevedra, où il exerce également une fonction didactique.

## Caractéristiques
Il s'agit d'une association à but non lucratif qui s'autofinance.
Tout au long de l'année, le ciné-club de Pontevedra organise des cycles de cinéma en version originale sur le cinéma classique et actuel et d'autres en collaboration avec la mairie de Pontevedra sur des sujets particuliers tels que l'architecture, le cinéma féminin, les films médiévaux ou le cinéma de rue.
Le ciné-club compte 2 000 films dans sa collection et offre un service de location de films à ses membres et de prêt de livres spécialisés dans le septième art. Il dispose également d'un projecteur 16 mm datant des années 1950. En 2004, le nombre de membres du ciné-club Pontevedra était de 160. Son président est Ramón Poza.
Le ciné-club de Pontevedra propose également des ateliers de cinéma pour des associations culturelles ou des institutions éducatives.

## Remarques
1. 1 2 3  (es) « El Cine-Club quiere celebrar este año su 50 aniversario con un congreso », La Voz de Galicia, 6 mars 2004
2. ↑  (gl) « Luís Álvarez Pousa, o Cine Club de Pontevedra e Ricky Morgade, premios especiais Mestre Mateo 03 », Academia Galega do Audiovisual, 6 mars 2004
3. ↑  (es) « El Cineclub de Pontevedra obtiene el premio Mestre Mateo 2003 », La Voz de Galicia, 17 juin 2004
4. ↑  (es) « Jaime Blanco y el Cine Club, premios Cidade de Pontevedra », La Voz de Galicia, 13 janvier 2015
5. ↑  (es) « El Cineclube retoma la programación en el Teatro Principal », Pontevedra Viva, 3 septembre 2021
6. ↑  (es) « El Cine Club Pontevedra reanuda su programación en el Principal », La Voz de Galicia, 7 septembre 2011
7. ↑  (es) « El Cine Club Pontevedra reanuda su programación en el Principal », La Voz de Galicia, 2 août 2019